# Thành phố Sách Thâm Quyến
Thành phố Sách Thâm Quyến (tiếng Trung: 深圳书城) là nhà sách tọa lạc tại quận Phúc Điền, Thâm Quyến, Trung Quốc. Nó được cho là nhà sách lớn nhất thế giới. Nhà sách này còn bao gồm nhiều của hàng và cửa tiệm không liên quan đến sách, cũng như cả một khu dành riêng cho sách không phải tiếng Trung. Nhìn chung, Thành phố Sách Thâm Quyến sở hữu hơn 3 triệu cuốn sách. Các cuộc thi kể chuyện được tổ chức vào mỗi Chủ Nhật cho trẻ em từ 4–8 tuổi.